# バージニアマイシン
バージニアマイシン(Virginiamycin)は、プリスチナマイシンやキヌプリスチン・ダルホプリスチンと似た、ストレプトグラミン系抗生物質である。プリスチナマイシンIIAとバージニアマイシンS1の組合せである。バージニアマイシンは、燃料エタノール中に微生物が混入するのを防ぐために用いられる。また、成育促進と感染予防のため、家畜に対して用いられる。アメリカ合衆国農務省の研究によると、抗生物質は、若い豚の飼料費用を30%減らすが、豚が成長するにつれ、この飼料削減効果は弱まっていく。